# 北緯28度線

メキシコでは、北緯28度線がバハ・カリフォルニア州とバハ・カリフォルニア・スル州の州境になっている。

北緯28度線（ほくい28どせん）は、地球の赤道面より北に地理緯度にして28度の角度を成す緯線。アフリカ、アジア、太平洋、北アメリカ、大西洋を通過する。この緯度の下では、夏至点時の可照時間は13時間55分で、冬至点時は10時間22分である。

## 通過する地域一覧
北緯28度線は、本初子午線から東に向かって以下の場所を通っている。
| 地理座標                                               | 国土・領土・領海 | 備考 |
| ------------------------------------------------------ | ---------------- | --- |
| 北緯28度0分 東経0度0分 / 北緯28.000度 東経0.000度      | アルジェリア     | |
| 北緯28度0分 東経9度55分 / 北緯28.000度 東経9.917度     | リビア           | |
| 北緯28度0分 東経25度0分 / 北緯28.000度 東経25.000度    | エジプト         | |
| 北緯28度0分 東経33度27分 / 北緯28.000度 東経33.450度   | 紅海             | スエズ湾 |
| 北緯28度0分 東経33度48分 / 北緯28.000度 東経33.800度   | エジプト         | シナイ半島 |
| 北緯28度0分 東経34度26分 / 北緯28.000度 東経34.433度   | 紅海             | チラン海峡 |
| 北緯28度0分 東経34度30分 / 北緯28.000度 東経34.500度   | サウジアラビア   | チラン島 |
| 北緯28度0分 東経34度33分 / 北緯28.000度 東経34.550度   | 紅海             | |
| 北緯28度0分 東経35度10分 / 北緯28.000度 東経35.167度   | サウジアラビア   | |
| 北緯28度0分 東経48度46分 / 北緯28.000度 東経48.767度   | ペルシャ湾       | |
| 北緯28度0分 東経51度20分 / 北緯28.000度 東経51.333度   | イラン           | |
| 北緯28度0分 東経62度47分 / 北緯28.000度 東経62.783度   | パキスタン       | バローチスターン州 シンド州 パンジャーブ州 |
| 北緯28度0分 東経70度21分 / 北緯28.000度 東経70.350度   | インド           | ラージャスターン州 |
| 北緯28度0分 東経70度35分 / 北緯28.000度 東経70.583度   | パキスタン       | パンジャーブ州 |
| 北緯28度0分 東経71度54分 / 北緯28.000度 東経71.900度   | インド           | ラージャスターン州 ハリヤーナー州 ラージャスターン州 ハリヤーナー州 ウッタル・プラデーシュ州 |
| 北緯28度0分 東経81度38分 / 北緯28.000度 東経81.633度   | ネパール         | |
| 北緯28度0分 東経85度57分 / 北緯28.000度 東経85.950度   | 中華人民共和国   | チベット自治区 - 約14km |
| 北緯28度0分 東経86度5分 / 北緯28.000度 東経86.083度    | ネパール         | 約11km |
| 北緯28度0分 東経86度12分 / 北緯28.000度 東経86.200度   | 中華人民共和国   | チベット自治区 - 約30km |
| 北緯28度0分 東経86度30分 / 北緯28.000度 東経86.500度   | ネパール         | エベレストは、北緯28度線とネパール・中華人民共和国（チベット）の国境が交わる地点にある。 |
| 北緯28度0分 東経86度53分 / 北緯28.000度 東経86.883度   | 中華人民共和国   | チベット自治区 |
| 北緯28度0分 東経88度25分 / 北緯28.000度 東経88.417度   | インド           | シッキム州 |
| 北緯28度0分 東経88度50分 / 北緯28.000度 東経88.833度   | 中華人民共和国   | チベット自治区 |
| 北緯28度0分 東経88度27分 / 北緯28.000度 東経88.450度   | ブータン         | |
| 北緯28度0分 東経91度0分 / 北緯28.000度 東経91.000度    | 中華人民共和国   | チベット自治区 - 約15km |
| 北緯28度0分 東経91度9分 / 北緯28.000度 東経91.150度    | ブータン         | |
| 北緯28度0分 東経91度27分 / 北緯28.000度 東経91.450度   | 中華人民共和国   | チベット自治区 |
| 北緯28度0分 東経92度43分 / 北緯28.000度 東経92.717度   | インド           | アルナーチャル・プラデーシュ州 - 一部 中華人民共和国が領有権を主張 |
| 北緯28度0分 東経97度23分 / 北緯28.000度 東経97.383度   | ミャンマー       | |
| 北緯28度0分 東経98度8分 / 北緯28.000度 東経98.133度    | 中華人民共和国   | 雲南省 四川省 雲南省 四川省 雲南省 四川省 貴州省 湖南省 江西省 福建省 浙江省 |
| 北緯28度0分 東経120度57分 / 北緯28.000度 東経120.950度 | 東シナ海         | |
| 北緯28度0分 東経129度5分 / 北緯28.000度 東経129.083度  | 太平洋           | 日本・硫黄鳥島の北、奄美群島のうち徳之島と与路島・請島の間を通過 日本・小笠原諸島のうち、聟島列島の北を通過 合衆国領有小離島・ミッドウェー島の南を通過 アメリカ合衆国・ハワイ州・パールアンドハーミーズ環礁の北を通過 メキシコ・セドロス島の南を通過 |
| 北緯28度0分 西経114度12分 / 北緯28.000度 西経114.200度 | メキシコ         | バハ・カリフォルニア州・バハ・カリフォルニア・スル州の州境 |
| 北緯28度0分 西経112度46分 / 北緯28.000度 西経112.767度 | カリフォルニア湾 | |
| 北緯28度0分 西経111度10分 / 北緯28.000度 西経111.167度 | メキシコ         | |
| 北緯28度0分 西経100度0分 / 北緯28.000度 西経100.000度  | アメリカ合衆国   | テキサス州 - 本土、サン・ホセ島 |
| 北緯28度0分 西経96度54分 / 北緯28.000度 西経96.900度   | メキシコ湾       | |
| 北緯28度0分 西経82度50分 / 北緯28.000度 西経82.833度   | アメリカ合衆国   | フロリダ州 - クリアウォータービーチ、本土 |
| 北緯28度0分 西経80度31分 / 北緯28.000度 西経80.517度   | 大西洋           | スペイン・ラ・ゴメラ島の南を通過 |
| 北緯28度0分 西経16度42分 / 北緯28.000度 西経16.700度   | スペイン         | テネリフェ島 |
| 北緯28度0分 西経16度38分 / 北緯28.000度 西経16.633度   | 大西洋           | |
| 北緯28度0分 西経15度49分 / 北緯28.000度 西経15.817度   | スペイン         | グラン・カナリア島 |
| 北緯28度0分 西経15度22分 / 北緯28.000度 西経15.367度   | 大西洋           | スペイン・フエルテベントゥラ島の南を通過 |
| 北緯28度0分 西経12度32分 / 北緯28.000度 西経12.533度   | モロッコ         | |
| 北緯28度0分 西経8度40分 / 北緯28.000度 西経8.667度     | アルジェリア     | |